# Жовтневий (метеорит)
Жовтневий, або Жовтневий Хутір — це метеорит, що належить до класу звичайних хондритів групи H6. Він упав 10 жовтня 1938 року, в околицях хутора Жовтневий, в районі сьогоднішнього села Пречистівка Мар'їнського району Донецької області. Офіційна міжнародна назва для цього метеорита — Zhovtnevyi.
Загальна вага усіх знайдених уламків становить 107 кг, а тому метеорит є третім за вагою з-поміж усіх, знайдених на території України.
Фрагменти кам'яного метеорита Жовтневий були розкидані по площі розсіювання в 11 км у довжину, в напрямку з півночі на південь.

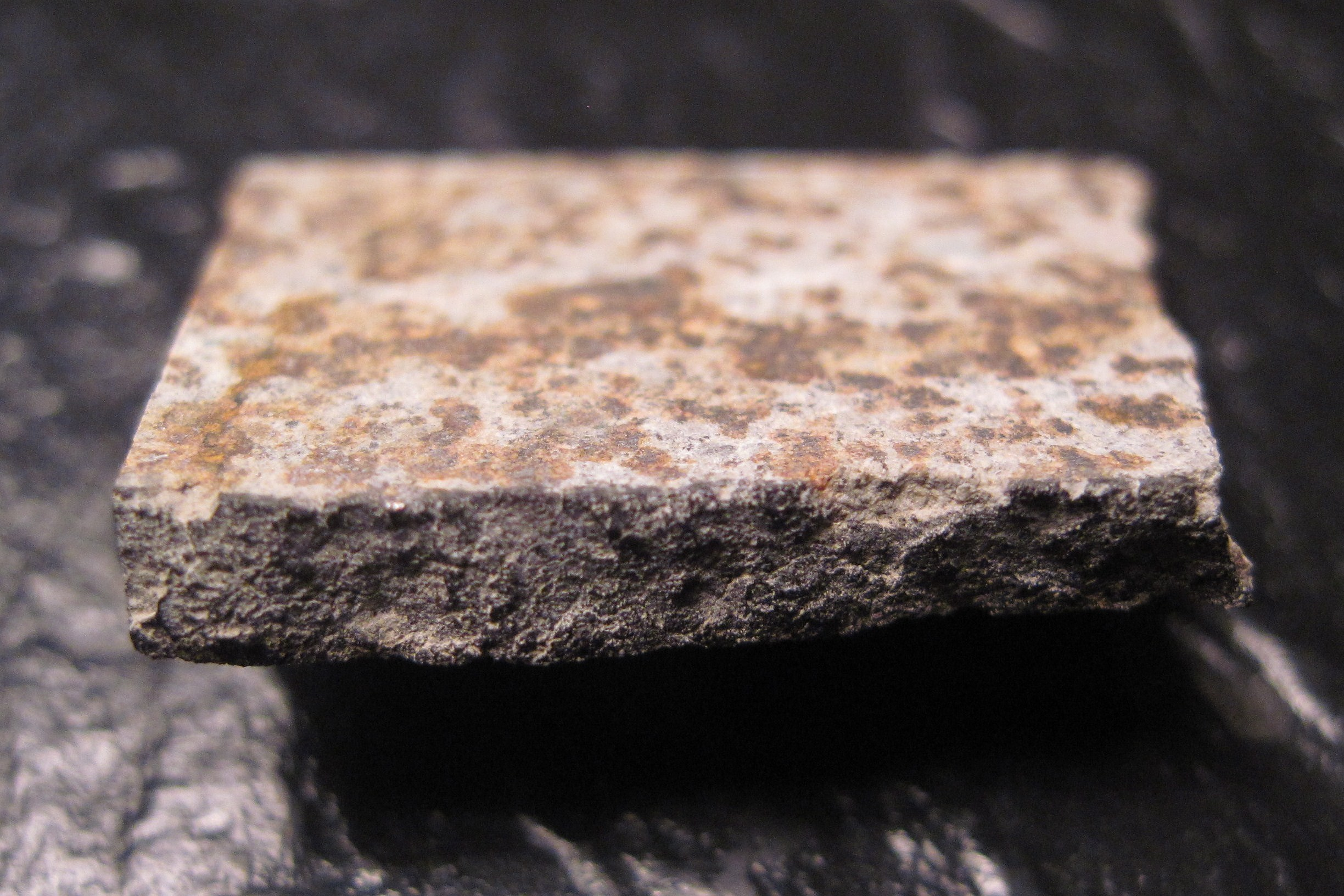
Кірка плавлення на пластині метеорита Жовтневий вагою у 5.10 г.

## Композиція
Загальний вміст заліза: 24,93%. Олівін: Fa19.6, стандартне відхилення 0.2. Камасит: 6,98% Ni, 0,51% Co.